# World Championship Wrestling
World Championship Wrestling (WCW) (на български: Световен шампионат по кеч) е бивша кеч федерация, съществуваща в периода 1988–2001 г. Собственост на Turner Broadcasting System със седалище в Атланта, Джорджия. WCW е една от най-добрите професионални компании по кеч в САЩ, заедно със Световната федерация по кеч (WWF, сега WWE). Въпреки това, след няколко години в упадък, WCW е закупена през 2001 г. от Винс Макмеън (WWF) и закрита.
WCW е наследник на Jim Crockett Promotions (JCP), която е една от основните територии на National Wrestling Alliance (NWA). В ранните си години, в WCW са утвърдилите се от NWA Рик Светкавицата и Дъсти Роудс, заедно с новоизгряващи звезди като Лекс Лугър и Стинг, които ще бъдат наричани The Franchise of WCW. WCW се разделя с NWA през 1993 г., в същата година те назначават Ерик Бишоф за изпълнителен продуцент (по-късно изпълнителен вицепрезидент). С управлението на Бишоф основният успех на WCW се характеризира с преминаване към по-реалистични сюжетни линии, както и наемането на бивши звезди от WWF, най-известен от които Хълк Хоган. WCW също така разработва кечисти в лека категория, които демонстрират акробатичен, динамичен и луча стил на борба. В началото на 1995 г. WCW започва да се конкурира с рейтингите на WWF, известно като Monday Night Wars (Войни в понеделник вечер), а от 1996–1997 г. главното телевизионно шоу на WCW – Monday Nitro надминава по рейтинг Първична сила на WWF в понеделник вечер за 83 последователни седмици.
До 1998 г. WCW губи преднината си над WWF. Многобройни сценаристки грешки, както и последствията от сливането на компанията-майка Turner Broadcasting с Time Warner и по-късно AOL, водят до значителни загуби в рейтингите, а от 2000 г. Turner Broadcasting се стреми да продаде WCW. През 2001 г. WWF закупува избрани активи на WCW, включително неговата видео библиотека, някои договори на кечисти и избрана интелектуална собственост, включително името и титлите на WCW. Името на WCW е използвано в шоутата на WWF до ноември 2001 г. като част от историята с инвазията в WWF от бившите кечисти на WCW. WWF/E също пуска голяма част от видео библиотеката на WCW в собствените си медии, включително WWE Network. Активите и пасивите на WCW, които не са придобити от WWF/E, остават като дъщерно дружество на Turner Broadcasting под оригиналното име на WCW, Universal Wrestling Corporation, до 2017 г. след което също отиват в небитието.

## Кратка история
WCW е създадена през 1988 г. след отделяне от Националния кеч съюз (NWA) и попада под контрола на Тед Търнър. До август 1993 г., когато WCW става напълно независима, във федерацията са участвали много кечисти от NWA. Популярността на компанията нараствала и тя вече била рамо до рамо с Extreme Championship Wrestling (ECW) и Световната федерация по кеч (WWF). Става номер едно кеч федерация в периода 1997-1999 г., когато надминава по телевизионен рейтинг WWF.
Най-известните кечисти били разпределени в 2 кеч групировки – NWO (New World Order – Новия световен ред) и Wolfpac („Б“ отбор на NWO). WCW запада, когато се освобождават известните кечисти, а се наемат млади и неизвестни, така спадат и приходите на компанията, и след промените в ръководството на Тайм Уорнър, WCW е продадена на Винс Макмеън, собственик на World Wrestling Entertainment Inc.

## Телевизионни шоута
- Monday Nitro – Понеделник
- WorldWide – Сряда
- Thunder – Четвъртък
- Saturday Night – Събота

## Титли
| Титли                                   | Последни шампиони                                      |
| --------------------------------------- | ------------------------------------------------------ |
| WCW Световна титла в тежка категория    | Букър Ти                                               |
| WCW Отборни титли на Съединените щати   | Букър Ти                                               |
| WCW Световни отборни титли              | Натурално родените трилъри (Чък Палъмбо и Шейн О'Хеър) |
| WCW Титла в полутежка категория         | „Шугар“ Шейн Хелмс                                     |
| WCW Световна телевизионна титла         | Джим Дъгън                                             |
| WCW Отборни титли в полутежка категория | Мръсните животни (Били Кидман и Рей Мистерио)          |
| WCW Хардкор титла                       | Менг                                                   |

## Известни кечисти
Стинг, Голдбърг, Букър Ти, Хълк Хоган, Кевин Неш, Скот Хол, Брет Харт, Рик Флеър, Ренди Савидж, Джеф Джарет, Грамадата, Крис Беноа, Еди Гереро, Чаво Гереро, Крис Джерико, Рей Мистерио, Мик Фоли, Стив Остин, Роб Ван Дам, Трите Хикса.